# Gałęziaki
Gałęziaki (Tylomyinae) – podrodzina ssaków z rodziny chomikowatych (Cricetidae). 

## Rozmieszczenie geograficzne
Podrodzina obejmuje gatunki występujące w Ameryce.

## Charakterystyka
Gałęziaki są zwierzętami o średniej wielkości, z ogonem o długości nieznacznie większej od długości tułowia wraz z głową. Prowadzą nadrzewny tryb życia.

## Systematyka
Do gałęziaków należą następujące plemiona:
- Nyctomyini Musser & Carleton, 2005 – nadrzewki
- Tylomyini Reig, 1984 – gałęziaki